# South African Mastiff
South African Mastiff är en hundras från Sydafrika. Den har sitt ursprung i molosserhundar av blandras som vita farmare höll som vakthundar. Sedan 2019 är rasen nationellt erkänd av den sydafrikanska kennelklubben Kennel Union of Southern Africa (KUSA) som emerging breed (hundras under utveckling).